# Claude Trèves
Pour les articles homonymes, voir Trèves.
Claude Trèves est un parachutiste français, moniteur de ski et maître-nageur, né le 4 avril 1939 à Marseille, mort des suites de ses blessures le 10 novembre 1985 lors d'un exercice de parachute ascensionnel à Salin-de-Giraud.

## Biographie

### Parachutisme
Claude effectue son service militaire chez les parachutistes à Pau avec son frère aîné Guy lui-même licencié d'athlétisme à l'ASPTT et entraîneur d'athlétisme .
Il forme avec son frère cadet Gérard le tandem dit des Frères Volants, tous deux ont été licenciés aux Parachute Club-d'Avignon et de Marseille.
Everest du Lac, ou encore Clo-clo la Chute, fut Champion d'Europe de Paraski en 1966, lors de la "Coupe Internationale de Para-Ski".
Claude est avant tout un grand adepte de parapente qu'il pratique à Cassis, au Népal et ailleurs.

### Famille
Claude Trèves avais 7 frères dont quelqu'un mort. Claude Trèves a eu une fille, Alix Trèves qui a ensuite 2 fils avec Damien Pasté. Titouan et Robin Pasté. Et puis une fille avec Philippe Caumes qui se nomme Canelle Caumes.

### Autres sports, autres compétitions
Il participe également à des épreuves de canoë-kayak, de ski acrobatique, de kilomètre lancé.

### Œuvres humanitaires
Le 6 janvier 1984 il écrit : «Après l'opération Népal 83, sous peu opération Espoir Paris-Dakar 84 pour les Polios, Himalayanement à vous ! le para du pas possible». 
Il est à l'arrivée du 7e Rallye Paris-Dakar Enfants Polios.